# Voskressénskoie (Koltxúguino)
|  | Per a altres significats, vegeu «Voskressénskoie». |

Voskressénskoie (en rus: Воскресенское) és un poble de l'óblast de Vladímir, a Rússia, segons el cens del 2010 tenia 10 habitants. Pertany al districte municipal de Koltxúguino.